# Grégory Baugé
Grégory Baugé (Maisons-Laffitte, 31 gennaio 1985) è un ex pistard francese, vincitore di tre medaglie d'argento e una di bronzo ai Giochi olimpici, e nove volte campione del mondo, quattro nella velocità e cinque nella velocità a squadre.

## Palmarès
- 2002

Campionati del mondo Juniores, Velocità a squadre (con Mickaël Murat e François Pervis)
- 2003

Campionati europei, Velocità a squadre Under-23 (con Matthieu Mandard e François Pervis)
Campionati europei, Velocità Juniores
Campionati francesi, Velocità Juniores
- 2004

Campionati francesi, Velocità Under-23
Campionati europei, Velocità a squadre Open (con Matthieu Mandard e François Pervis)
- 2005

4ª prova Coppa del mondo 2004-2005, Velocità a squadre (Sydney, con François Pervis e Arnaud Tournant)
- 2006

3ª prova Coppa del mondo 2005-2006, Velocità (Los Angeles)
3ª prova Coppa del mondo 2005-2006, Velocità a squadre (Los Angeles, con Mickaël Bourgain e François Pervis)
4ª prova Coppa del mondo 2005-2006, Velocità (Sydney)
Campionati del mondo, Velocità a squadre (con Mickaël Bourgain e Arnaud Tournant)
Campionati francesi, Velocità a squadre (con Michaël D'Almeida e Rémi Rano)
- 2007

3ª prova Coppa del mondo 2006-2007, Velocità (Los Angeles)
Campionati del mondo, Velocità a squadre (con Mickaël Bourgain e Arnaud Tournant)
Campionati europei, Velocità a squadre Under-23 (con Michael D'Almeida e Didier Henriette)
Campionati europei, Velocità
Campionati francesi, Velocità
Campionati francesi, Keirin
- 2008

4ª prova Coppa del mondo 2007-2008, Velocità a squadre (Copenaghen, con François Pervis e Kévin Sireau)
Campionati del mondo, Velocità a squadre (con Kévin Sireau e Arnaud Tournant)
- 2009

4ª prova Coppa del mondo 2008-2009, Velocità (Pechino)
5ª prova Coppa del mondo 2008-2009, Velocità (Copenaghen)
Campionati del mondo, Velocità a squadre (con Mickaël Bourgain, Michael D'Almeida e Kévin Sireau)
Campionati del mondo, Velocità
Campionati francesi, Velocità
- 2010

Campionati del mondo, Velocità
2ª prova Coppa del mondo 2010-2011, Velocità a squadre (Cali, con Michaël D'Almeida e Kévin Sireau)
- 2011

4ª prova Coppa del mondo 2010-2011, Velocità a squadre (Manchester, con Michaël D'Almeida e Kévin Sireau)
Campionati francesi, Velocità
- 2012

Campionati del mondo, Velocità
- 2013

Fenioux Piste International, Velocità a squadre (Lione, con Michaël D'Almeida e Quentin Lafargue)
- 2014

Fenioux Piste International, Velocità (Lione)
Open Roubaix Lille Métropole, Velocità
Campionati europei, Velocità
- 2015

3ª prova Coppa del mondo 2014-2015, Velocità a squadre (Cali, con Quentin Lafargue e Kévin Sireau)
Campionati del mondo, Velocità
Campionati del mondo, Velocità a squadre (con Michaël D'Almeida e Kévin Sireau)

## Piazzamenti

### Competizioni mondiali
- Campionati del mondo

Melbourne 2002 - Velocità a squadre Juniores: vincitore
Mosca 2003 - Velocità Juniores: 2°
Mosca 2003 - Keirin Juniores: 8°
Los Angeles 2005 - Velocità: 4º
Bordeaux 2006 - Velocità a squadre: vincitore
Palma di Maiorca 2007 - Velocità a squadre: vincitore
Palma di Maiorca 2007 - Velocità: 2º
Manchester 2008 - Velocità a squadre: vincitore
Manchester 2008 - Velocità: 7º
Pruszków 2009 - Velocità a squadre: vincitore
Pruszków 2009 - Velocità: vincitore
Ballerup 2010 - Velocità a squadre: 2º
Ballerup 2010 - Velocità: vincitore
Apeldoorn 2011 - Velocità a squadre: squalificato
Apeldoorn 2011 - Velocità: squalificato
Melbourne 2012 - Velocità a squadre: 2º
Melbourne 2012 - Velocità: vincitore
Cali 2014 - Velocità a squadre: 3º
Saint-Quentin-en-Yvelines 2015 - Velocità a squadre: vincitore
Saint-Quentin-en-Yvelines 2015 - Velocità: vincitore
Londra 2016 - Velocità a squadre: 4º
Londra 2016 - Velocità: 6º
Pruszków 2019 - Velocità a squadre: 2º
Berlino 2020 - Velocità a squadre: 4º
- Giochi olimpici

Pechino 2008 - Velocità a squadre: 2º
Pechino 2008 - Keirin: 7º
Londra 2012 - Velocità a squadre: 2º
Londra 2012 - Velocità: 2º
Rio de Janeiro 2016 - Velocità: 7º
Rio de Janeiro 2016 - Velocità a squadre: 3º

### Competizioni europee
- Campionati europei

Mosca 2003 - Velocità Juniores: vincitore
Mosca 2003 - Keirin Juniores: 2°
Mosca 2003 - Velocità a squadre Under-23: vincitore
Valencia 2004 - Velocità Under-23: 5°
Valencia 2004 - Velocità a squadre Under-23: vincitore
Fiorenzuola d'Arda 2005 - Velocità Under-23: 3°
Atene 2006 - Velocità Under-23: 2°
Atene 2006 - Velocità a squadre Under-23: 2°
Cottbus 2007 - Velocità a squadre Under-23: vincitore
Cottbus 2007 - Velocità Under-23: vincitore
Cottbus 2007 - Keirin Under-23: 3°
Apeldoorn 2013 - Velocità a squadre: 2°
Baie-Mahault 2014 - Velocità: vincitore
Baie-Mahault 2014 - Keirin: 6°
Baie-Mahault 2014 - Velocità a squadre: 2°
Glasgow 2018 - Velocità: 10°
Apeldoorn 2019 - Velocità a squadre: 3°
- Giochi europei

Minsk 2019 - Velocità: 6°
Minsk 2019 - Velocità a squadre: 2°

## Riconoscimenti
- Velo d'Or francese della rivista Vélo Magazine nel 2009